# NGC 6892
NGC 6892 је четворострука звезда у сазвежђу Стрелица која се налази на NGC листи објеката дубоког неба.
Деклинација објекта је + 18° 1' 12" а ректасцензија 20h 16m 57,1s. Привидна величина (магнитуда) објекта NGC 6892 износи 10,5.